# Erweiterte Verhörtechniken
Unter dem Begriff Enhanced interrogation techniques, kurz EIT, auch Enhanced interrogation, auf Deutsch Erweiterte Verhörtechniken oder Erweiterte Verhörmethoden, bezeichneten der US-Auslandsgeheimdienst CIA und andere US-Staatsorgane bestimmte Zwangsmethoden zur Vernehmung von Terrorverdächtigen. Die Regierung von George W. Bush hatte die CIA im Rahmen des Krieges gegen den Terror zur Verwendung der Methoden autorisiert. Sie wurden weithin als Folter eingestuft, zu ihnen gehörten Schlafentzug und Waterboarding. Im Speziellen können sie auch als Weiße Folter verstanden werden. Der Begriff Erweiterte Verhörmethoden wird gemeinhin als Euphemismus verstanden.

## Konzeption und Anwendung
Als Reaktion auf die Terroranschläge vom 11. September 2001 beschloss der US-Senat wenige Tage später das Gesetz zum Einsatz militärischer Gewalt (Authorization for Use of Military Force Against Terrorists, kurz AUMF), auch um künftige Terroranschläge gegen die USA zu verhindern. Es stattete den Präsidenten George W. Bush mit weitreichenden Befugnissen zur Terrorbekämpfung aus. Auf der Grundlage des Gesetzes übertrug er auch der CIA eine breite Autorisierung zur Verfolgung terrorverdächtiger Personen. Die CIA begann dazu mit dem geheimen Detention and Interrogation Program (auf Deutsch: Inhaftierungs- und Verhörprogramm), in dem sie von Personen, die im Rahmen von AUMF in US-Gewahrsam gekommen waren, Informationen erhalten wollte. Als Mittel für diesen Informationsgewinn sollten der CIA die erweiterten Verhörmethoden dienen, welche bei sogenannten High-value detainees anwendbar wären, d. h. Gefangenen mit „strafbarem“ Wissen über bevorstehende Terrorangriffe. Daraufhin begannen in der CIA Überlegungen zur Legalisierung von Folter, deren Einsatz unter anderem entsprechend US-Recht verboten ist.
CIA-Direktor George Tenet wies seine Anwälte und hochrangigen Beamten an, neue, erweiterte Verhörmethoden zu konzipieren, die härter sind als die bis dahin bei der CIA üblichen Standard-Verhörtechniken (Standard Interrogation Techniques). In einem Entwurfsdokument schrieben jene Anwälte daraufhin, dass die CIA den Einsatz von Folter in Fällen rechtfertigen könne, in denen unmittelbar bevorstehende, signifikante, körperliche Gefahr für Personen bestehe und es keine anderen Mittel gebe, um die Gefahr abzuwenden. Ausgehend von Überlegungen der Anwälte und Beamten bat Tenet im Januar 2002 in einem Brief an Präsident Bush darum, die CIA von den Bestimmungen der Genfer Konventionen auszunehmen, welche den Einsatz von Folter verbieten. Als Begründung führte er an, dass die Anwendung jener Konventionen die Fähigkeit der CIA behindern würde, im Gefahrenfalle Informationen zu erlangen, mit denen die Leben von US-Amerikanern gerettet werden können. Im Februar 2002 unterschrieb Bush dann ein Dekret, welches bei al-Qaida- und Taliban-Mitgliedern den Folter verbietenden Gemeinsamen Artikel 3 der Genfer Konventionen außer Kraft setzte.
Am 27. März 2002 wurde der Palästinenser Abu Subaida wegen Terrorismusverdachts verhaftet. Die Tatsache, dass er zur damaligen Zeit das höchstrangige al-Qaida-Mitglied in US-Gewahrsam war, trug wesentlich zu den Bestrebungen der CIA bei, ein Vernehmungsprogramm zu entwickeln. Die CIA griff hierfür auf die Expertise der beiden Air-Force-Psychologen John Bruce Jessen und James Elmer Mitchell zurück. Sie schlugen der CIA 2002 eine Liste mit zehn Zwangsmethoden vor, die zur Verwendung an Gefangenen dienen und hinsichtlich ihrer Härte aufsteigend geordnet anzuwenden seien. In der Reihenfolge bestanden die zehn Methoden daraus, 
1. den Häftling plötzlich am Kragen zu packen;
2. ihn gegen eine flexible Wand zu schleudern;
3. sein Gesicht mit beiden Händen festzuhalten;
4. ihm mit flacher Hand ins Gesicht zu schlagen;
5. ihn auf beengtem Raum einzusperren;
6. an seinem Körper Insekten zu platzieren;
7. ihn dauerhaft vor einer Wand stehen zu lassen;
8. ihn in Stresspositionen verharren zu lassen;
9. ihm den Schlaf zu entziehen und
10. ihn per Waterboarding zu verhören.[2][4]

Die zehn vorgeschlagenen Methoden hatten Jessen und Mitchell dem SERE-Trainingsprogramm entnommen, in dessen Rahmen sie als Lehrer arbeiteten. In dem Programm üben militärische Personen das Verhalten bei Verhören, wenn sie sich in feindlicher Gefangenschaft befinden. Die Verhörmethoden aus dem Programm beruhen auf Praktiken, die die Volksrepublik China im Koreakrieg (1950 bis 1953) angewendet hatte, um Geständnisse zu erpressen.
Jessen und Mitchell überzeugten mit ihren Vorschlägen die Beamten in der CIA, welche die Liste an das Office of Legal Counsel schickten, eine Abteilung des US-Justizministeriums. Dort genehmigte der Anwalt John Yoo die Verhörmethoden mittels von ihm entworfener Memoranden und Gutachten, die auch als Folter-Memos bekannt wurden, gemeinsam mit dem Staatsanwalt Jay Bybee. Die zehn „erweiterten Verhörmethoden“ waren zunächst nur für die Verwendung an Abu Subaida bestimmt. Er wurde 2002 allen zehn Methoden unterzogen. Dies geschah im Black Site Detention Site Green, einem Geheimgefängnis der CIA in Thailand, und zwar bis mindestens 23. August 2002. Die Verhöre mit den erweiterten Methoden brachten allerdings keine Ergebnisse. Im selben Monat stimmte Bybee die Methoden mit dem Nationalen Sicherheitsrat ab. US-Vizepräsident Dick Cheney bestätigte später, sie mit unterschrieben zu haben.
Mit den Folter-Memos wurden bestehende Gesetze neu interpretiert. Die Gutachten, so eine Studie der Stiftung Wissenschaft und Politik, legten das Verbot von Folter so eng aus, „dass viele der beabsichtigten Methoden vermeintlich nicht darunter fielen“. Sie konstruierten zudem „rechtliche Schlupflöcher […], die es erlaubten, das Verbot von grausamer, unmenschlicher und erniedrigender Behandlung zu umgehen“, und immunisierten „die für die Verhöre verantwortlichen Personen, von den politischen Entscheidungsträgern bis zu den Ausführenden, vor strafrechtlicher Verfolgung“.
Im Dezember 2002 genehmigte US-Verteidigungsminister Donald Rumsfeld der Taskforce, die für das US-Gefangenenlager auf Guantanamo zuständig war, eine Liste mit 15 aggressiven Verhörtechniken. Vor der Beantragung der Techniken war die Taskforce auch durch Jessen und Mitchell beraten worden. Die Techniken wurden teilweise auch als „Erweiterte Verhörmethoden“ bezeichnet. Obwohl ihr Einsatz nur für Guantanamo genehmigt war, verbreiteten sie sich auch in den US-Militärgefängnissen in Afghanistan und im Irak. Verwirrt darüber, welches Vorgehen im Einzelfall erlaubt war, wendete das Wachpersonal die Methoden bei Gefangenen an und misshandelte die Häftlinge dabei. Als Folge davon kam es zum Abu-Ghuraib-Folterskandal. Im Zuge dieses Skandals wurden auch erste Informationen über die Rechtsgutachten aus dem Justizministerium publik, mit denen die gewaltsamen Verhörmethoden für legal erklärt worden waren.
Zu den eingesetzten Foltermethoden, die nicht genehmigt waren, gehörten neben Gewaltandrohungen der Einsatz von Drogen und sexuellen Übergriffen sowie die rektale Flüssigkeits- und Nahrungszufuhr.
Entsprechend dem CIA-Folterbericht seien die „erweiterten Verhörmethoden“ bei mindestens 39 Gefangenen angewendet worden und hätten kaum Erkenntnisse geliefert. Die CIA hätte das Waterboarding bis März 2003 und die übrigen erweiterten Verhörmethoden bis 8. November 2007 angewendet.

## Wirkung und Beurteilung
Die Existenz des Detention and Interrogation Program wurde durch Präsident Bush erst im September 2006 öffentlich bekanntgegeben. Den Einsatz von Folter an Gefangenen in US-Haft leugnete die Bush-Regierung wegen strafrechtlicher Konsequenzen bis zuletzt. Die im Januar 2009 angetretene Obama-Regierung hingegen gab die Anwendung von Folter in der Vergangenheit zu und schloss sie für die Zukunft aus.
Im Dezember 2014 wurde die auch als CIA-Folterbericht bezeichnete Committee Study of the Central Intelligence Agency’s Detention and Interrogation Program publiziert, ein Untersuchungsbericht des Geheimdienstausschusses des US-Senats, in dem bis dahin unveröffentlichte Informationen über das Inhaftierungs- und Verhörprogramm der CIA enthalten sind. Unter anderem kam der Ausschuss darin zu dem Schluss, dass die Anwendung der „Erweiterten Verhörmethoden“ der CIA „kein effektives Mittel zum Beschaffen akkurater Informationen oder zum Erreichen der Kooperation mit dem Häftling“ sei. Dass es überhaupt zur Veröffentlichung des Berichts kam, ist maßgeblich auf die mehrjährigen Bemühungen der US-Senatorin Dianne Feinstein und ihres Mitarbeiters Daniel J. Jones zurückzuführen. Von der Geschichte dieser Enthüllung erzählt auch der US-Spielfilm The Report (2019).
Der Einsatz von Folter unter der Regierung Bush führte zu einer langjährigen kontroversen öffentlichen Debatte. Manche Rezipienten äußerten dabei die Meinung, dass das Folterprogramm dem Bild der Vereinigten Staaten in der Welt geschadet habe; zum Beispiel meinte der US-Historiker Arthur M. Schlesinger zu Bushs politischer Strategie bezüglich Folter, dass sie der weltweiten Reputation der USA so viel Schaden zugefügt habe wie kein anderer Standpunkt.
Eine Jury aus Sprachwissenschaftlern schlug den Begriff Erweiterte Verhörmethoden als Unwort des Jahres 2014 in Deutschland vor, weil er sich in der Berichterstattung „zu einem dramatisch verharmlosenden Terminus Technicus entwickelt“ habe und zur Umgehung des Wortes Folter diene. Der Ausdruck sei ein „Euphemismus, der unmenschliches Handeln, nämlich Folter, legitimieren soll.“
In Medien wurde auf die Ähnlichkeit des Begriffs Enhanced interrogation mit dem deutschen Begriff „Verschärfte Vernehmung“ hingewiesen, der ursprünglich aus der nationalsozialistischen Polizeisprache stammt, ebenfalls Foltermethoden bezeichnet und sich in den englischen Begriff übersetzen lässt.